# Medophron recurvus
Medophron recurvus är en stekelart som först beskrevs av Thomson 1884.  Medophron recurvus ingår i släktet Medophron och familjen brokparasitsteklar. Arten är reproducerande i Sverige. Inga underarter finns listade i Catalogue of Life.